# Nik Caner-Medley
Niklas « Nik » Caner-Medley, né le 20 octobre 1983 à Beverly, aux États-Unis, est un joueur américano-azéri de basket-ball. Il évolue au poste d'ailier fort.

## Carrière
Lors de la saison 2010-2011, Caner-Medley joue avec l'Estudiantes Madrid. Il est élu dans la seconde équipe type de l'EuroCoupe 2010-2011 et dans l'équipe type du championnat d'Espagne.
Lors de la saison 2011-2012, il joue avec le Valencia BC. Le club participe à l'EuroCoupe et perd en finale contre le BC Khimki Moscou. En finale, Caner-Medley marque 23 points et prend 11 rebonds pour une évaluation de 38, statistiques les plus hautes parmi tous les joueurs disputant la rencontre mais c'est Zoran Planinić qui est nommé MVP de la finale. Il est aussi nommé dans l'équipe type de la compétition.
Nik Caner-Medley rejoint le Maccabi Tel-Aviv en juillet 2012 pour un contrat de 2 ans. En championnat d'Israël, il marque en moyenne 5,9 points et prend 2,7 rebonds, des statistiques assez faibles. Le Maccabi remporte la coupe d'Israël mais échoue en finale du championnat.
En août 2013, Caner-Medley signe un contrat avec l'Unicaja Málaga. Il est nommé meilleur joueur de la deuxième journée de l'Euroligue avec une évaluation de 29 (20 points à 7 sur 8 au tir et 10 rebonds en 20 minutes de jeu)
Il fait son retour en France au mois de juin 2020 en s'engageant avec Fos Provence pour la saison 2020-2021 de Pro B. En juin 2021, Caner-Medley reste à Fos-sur-Mer pour la saison suivante pendant laquelle Fos Provence évolue en première division.

## Palmarès
- All-ACB First Team (2011)
- All-Eurocup Second Team (2011)
- All-Eurocup First Team (2012)